# Minalabac
Minalabac is een gemeente in de Filipijnse provincie Camarines Sur op het eiland Luzon. Bij de laatste census in 2007 had de gemeente bijna 44 duizend inwoners.

## Geografie

### Bestuurlijke indeling
Minalabac is onderverdeeld in de volgende 25 barangays:
| - Antipolo - Bagolatao - Bagongbong - Baliuag Nuevo - Baliuag Viejo - Catanusan - Del Carmen-Del Rosario - Del Socorro - Hamoraon - Hobo - Irayang Solong - Magadap - Malitbog | - Manapao - Mataoroc - Sagrada - Salingogon - San Antonio - San Felipe-Santiago - San Francisco - San Jose - San Juan-San Lorenzo - Taban - Tariric - Timbang |

## Demografie
Minalabac had bij de census van 2007 een inwoneraantal van 43.957 mensen. Dit zijn 2.223 mensen (5,3%) meer dan bij de vorige census van 2000. De gemiddelde jaarlijkse groei komt daarmee uit op 0,72%, hetgeen lager is dan het landelijk jaarlijks gemiddelde over deze periode (2,04%). Vergeleken met de census van 1995 is het aantal mensen met 6.383 (17,0%) toegenomen.

De bevolkingsdichtheid van Minalabac was ten tijde van de laatste census, met 43.957 inwoners op 126,1 km², 348,6 mensen per km².